# سایپا شیشه
سایپا شیشه شرکت تولیدکننده شیشه‌ در ایران است، که در سال ۱۳۷۶ در تهران تأسیس شد.
سرمایه شرکت نیز از مبلغ ۱ میلیون ریال به ۷۰ میلیارد ریال منقسم به ۷۰ میلیون سهم ۱٫۰۰۰ ریالی، افزایش یافت و طی صورت‌جلسه مجمع عمومی فوق‌العاده، از سهامی خاص به سهامی عام تبدیل شد، سپس در اسفند ماه سال ۱۳۸۲ در بازار بورس اوراق بهادار تهران پذیرفته شد. 
شرکت سایپا با در اختیار داشتن ۶۷ درصد از سهام شرکت سایپا شیشه، مالکیت اکثریت سهام آن را در اختیار دارد، بخشی از سهام سایپا شیشه نیز در بازار بورس تهران معامله می‌شود.